# Kengo Kuma
Kengo Kuma (jap. 隈研吾 Kuma Kengo; ur. w 1954 w Jokohamie) – japoński architekt.
W 1979 ukończył studia na Uniwersytecie Tokijskim. W latach 1985–1986 pracował na Columbia University. W 1990 założył własne biuro Kengo Kuma & Assiociates. Od 2001 jest profesorem na Wydziale Nauk i Technologii Uniwersytetu Keio.

## Wybrane projekty
- Water/Glass (1995)
- Stage in Forest, Centrum Toyoma (1997 – Instytut architektury, Japońska Nagroda Roku)
- Muzeum Kamienia (2000, Międzynarodowa Nagroda – Architektura Kamienia 2001)
- Muzeum Bato–machi, Hiroshige (2001 – Tytuł Murano 2001)
- Tee Haus Frankfurt (2007)
- SunnyHills, Minami Aoyama, Tokio
- Centrum Kultury Asakusa, Tokio

## Galeria

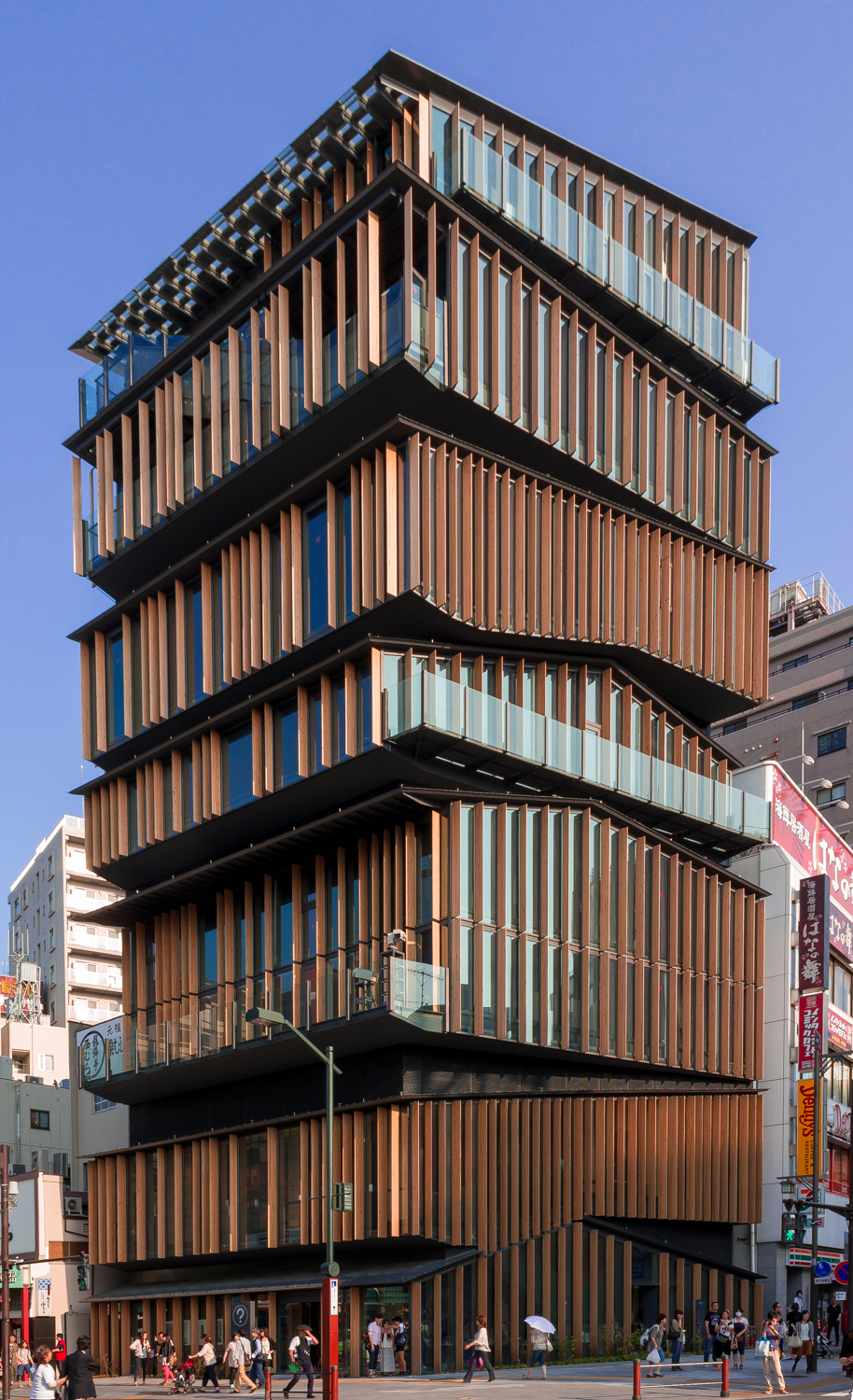
Centrum Kultury Asakusa w Tokio
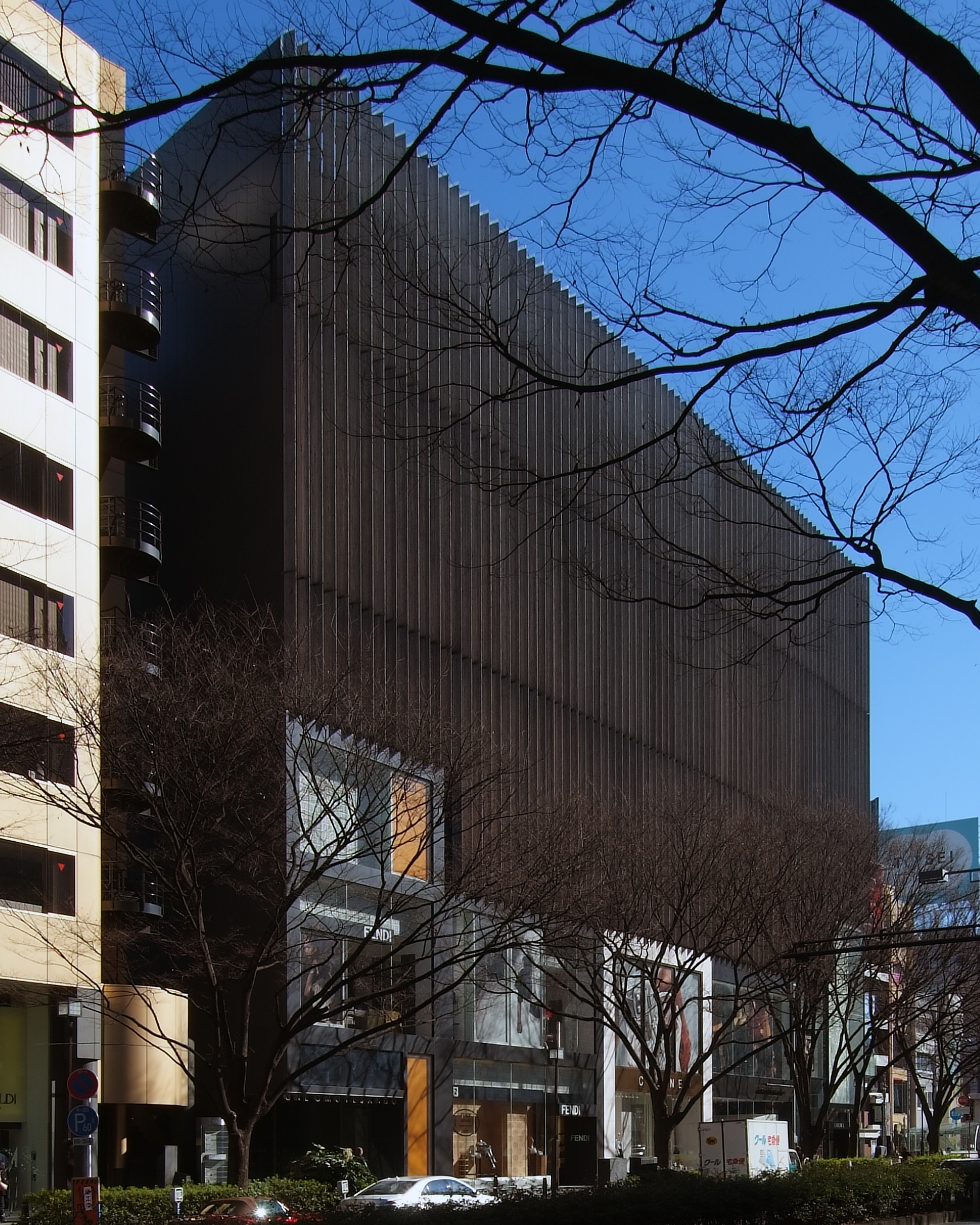
Budynek One Omosetando w Tokio
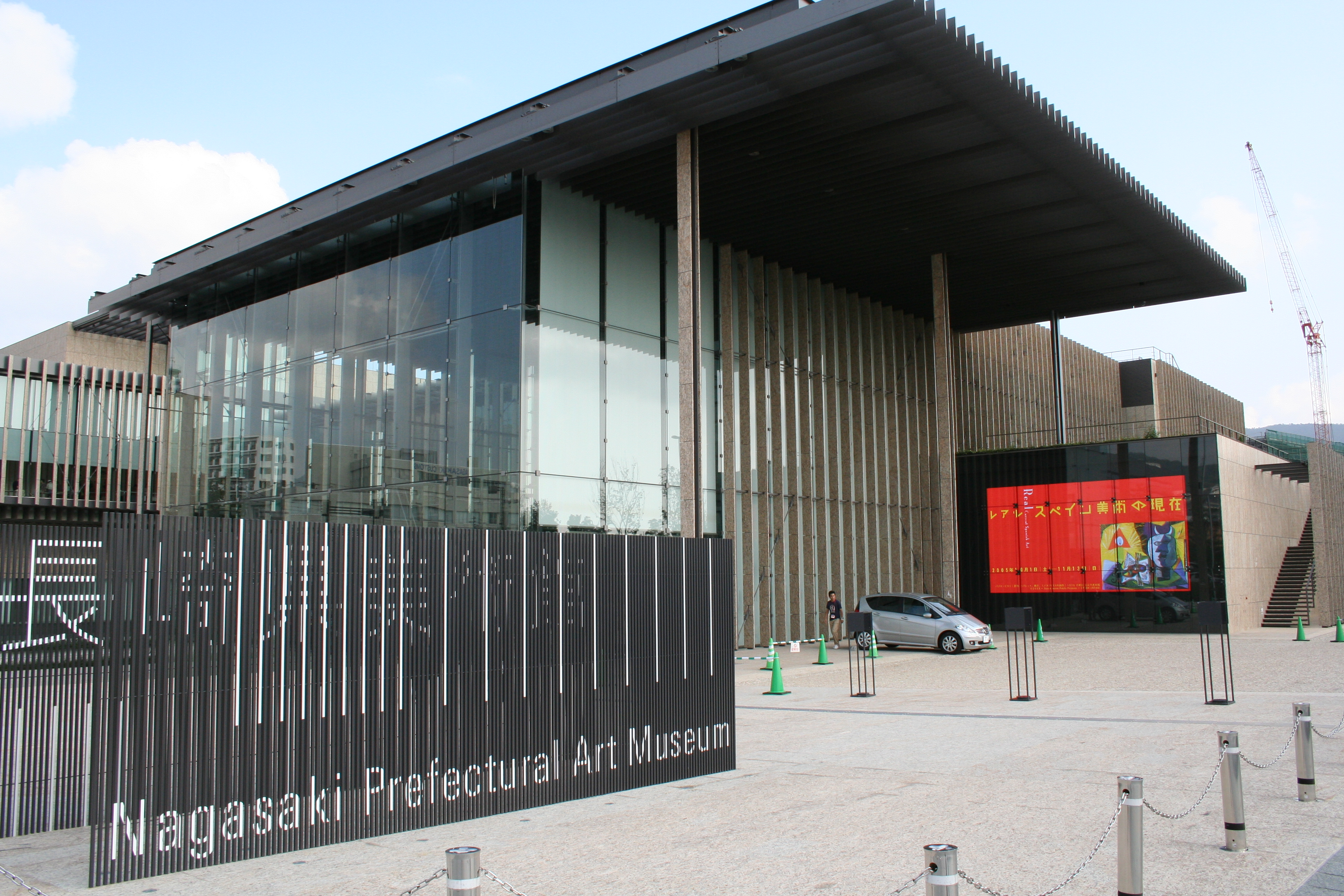
Nagasaki Prefectural Art Museum w Nagasaki
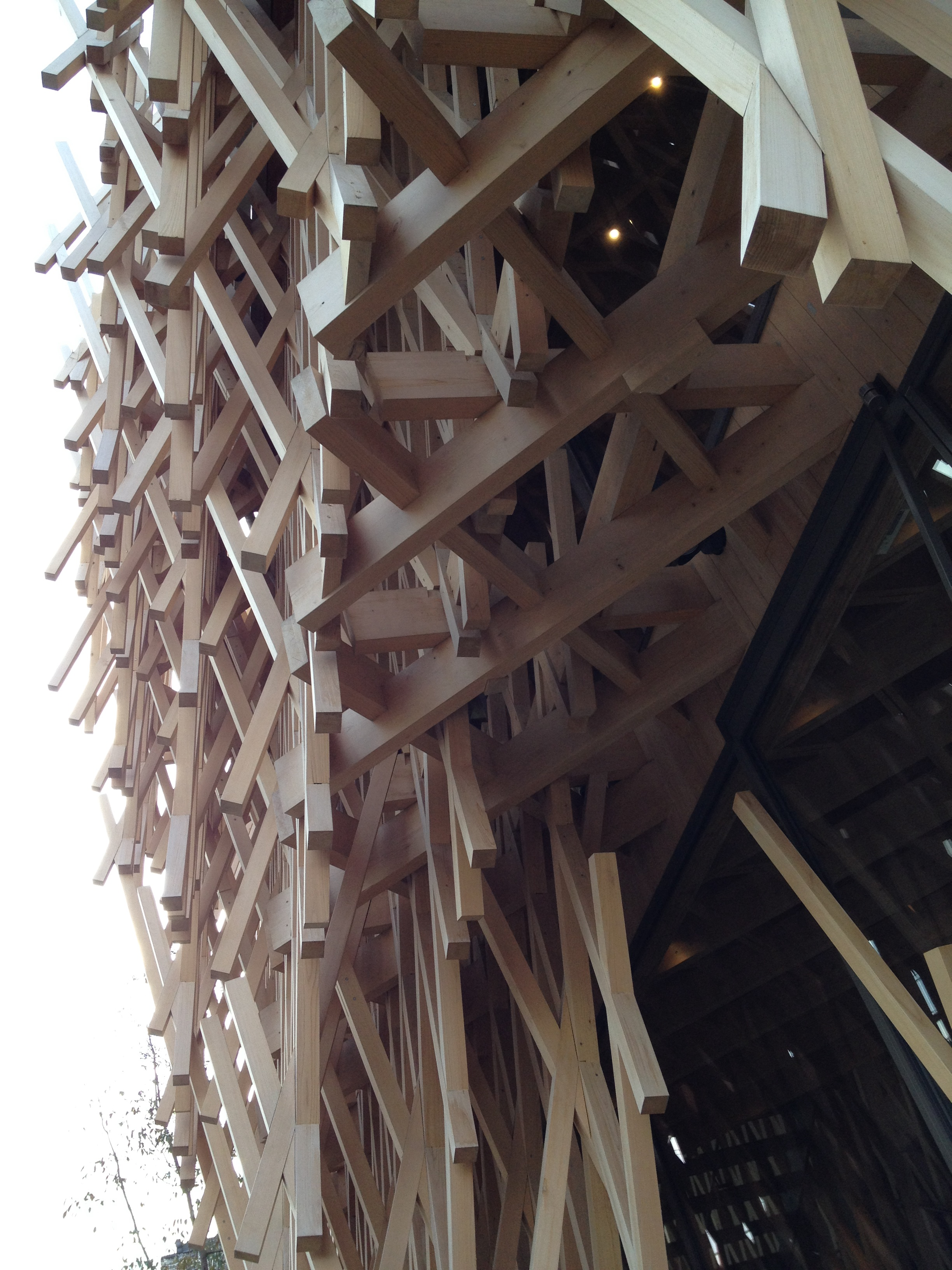
SunnyHills w Tokio
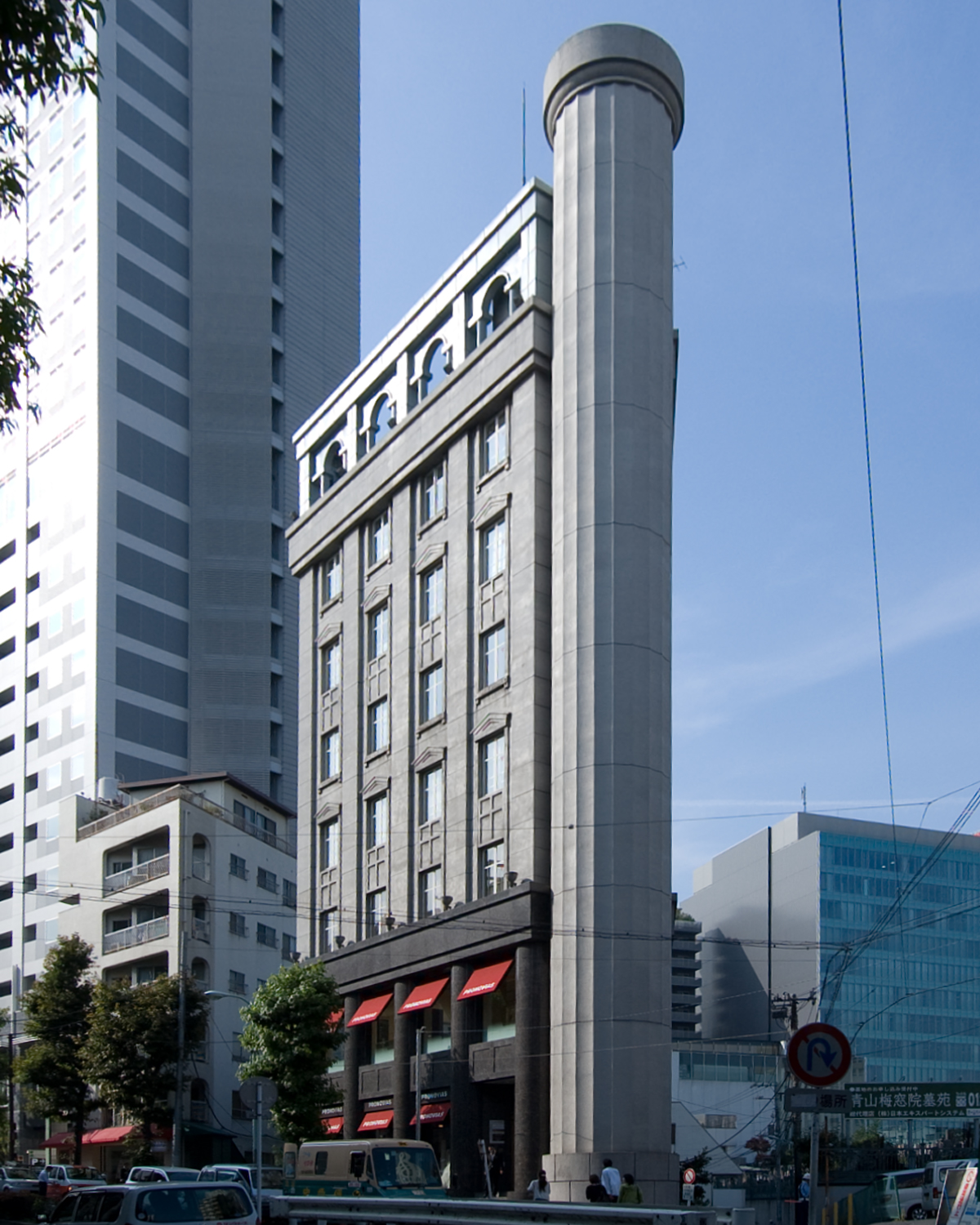
Budynek w Tokio
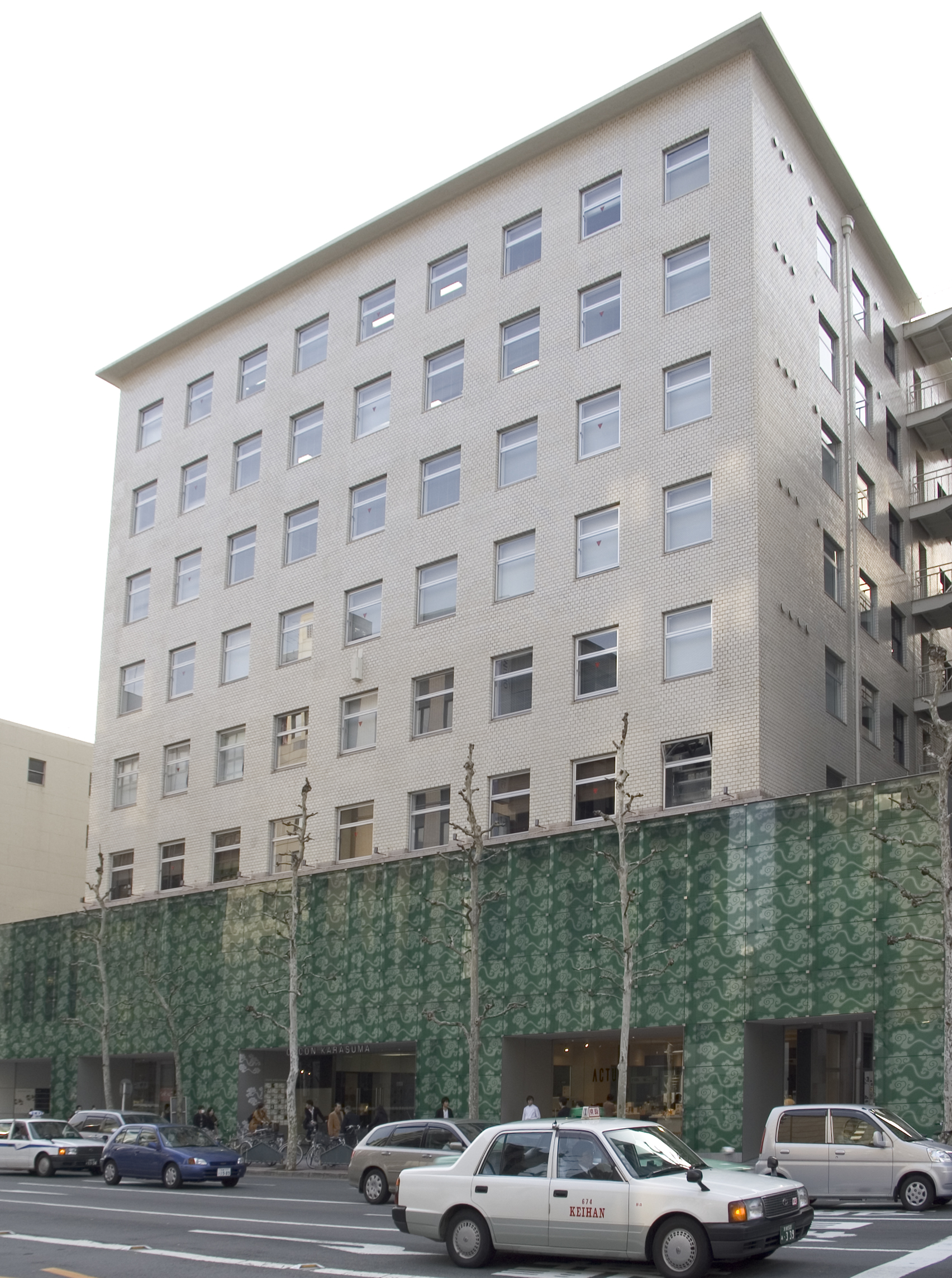
Budynek w Kioto